# 富途
富途证券国际（香港）有限公司（ Futu Securities International（Hong Kong）Limited ），简称富途证券或富途，是香港的一家证券公司，受香港证监会监管，中央编号为AZT137。富途证劵国际有限公司也是香港交易所参与者，代号为01955。
富途证券集团母公司富途控股（Futu Holdings Limited）于2018年12月29日递交赴美IPO招股书。2019年2月20日向美国证券交易委员会（SEC）更新IPO招股书的F-1/A增補文件。文件显示，富途证劵国际有限公司共有560万用户。腾讯公司是富途证劵国际有限公司最大的机构股东，持股21%。

## 历史
2019年3月8日，富途于美国纳斯达克交易所正式挂牌上市（NASDAQ：FUTU）。
2020年11月19日，富途控股公布2020年第三季度财报。SEC文件显示，富途总用户数按年增加52.2%至1040万，季度营收1.22亿美元。截至2021年2月5日，公司市值为155.7亿美元。
2021年4月20日，富途控股公佈發行950萬股美國存託股票，集資規模達19.4億美元。
總部位於美國加州帕羅奧圖的Moomoo Inc.是富途控股的間接全資子公司。
2021年10月14日，《人民網》刊登題為《個人信息保護法施行在即，跨境互聯網券商何去何從？》的文章，質疑富途证券和老虎证券違規為中國內地投資者提供證券交易服務。報導刊登後富途控股的股價連續兩天大跌，15日和16日分別下跌12.41%和13.66%。富途回應指該篇報導只涉及中國內地用戶，並不影響香港用戶。
2022年3月31日，美國證券交易委員會按《外國公司問責法》將富途列入「預定摘牌名單」。
富途控股原定於2022年12月30日以介紹形式，採取同權不同權架構在香港上市，美國存託股份每股代表8股A類普通股，惟12月29日宣佈推遲上市。12月30日，中國證監會發佈公告稱富途與老虎證券非法向中國內地投資者展開跨境證券業務，並要求作出整改。2023年5月，富途發表公告指為符合監管要求，將於5月19日中國境內線上應用程式商店下架富途牛牛應用程式。
2023年7月31日，富途於香港開設首間「體驗店」門店地址位於尖沙咀彌敦道96號地下A&B鋪。

## 外部連結
- 富途控股官方網站 （页面存档备份，存于）
- 富途證券官方網站 （页面存档备份，存于）
- 富途證券官方網站 （页面存档备份，存于）
- 富途牛牛官方網站 （页面存档备份，存于）
- 富途牛牛官方網站 （页面存档备份，存于）
- 富途香港官方網站 （页面存档备份，存于）
- 富途新加坡官方網站 （页面存档备份，存于）
- Moomoo Inc.官方網站 （页面存档备份，存于）